# Душ

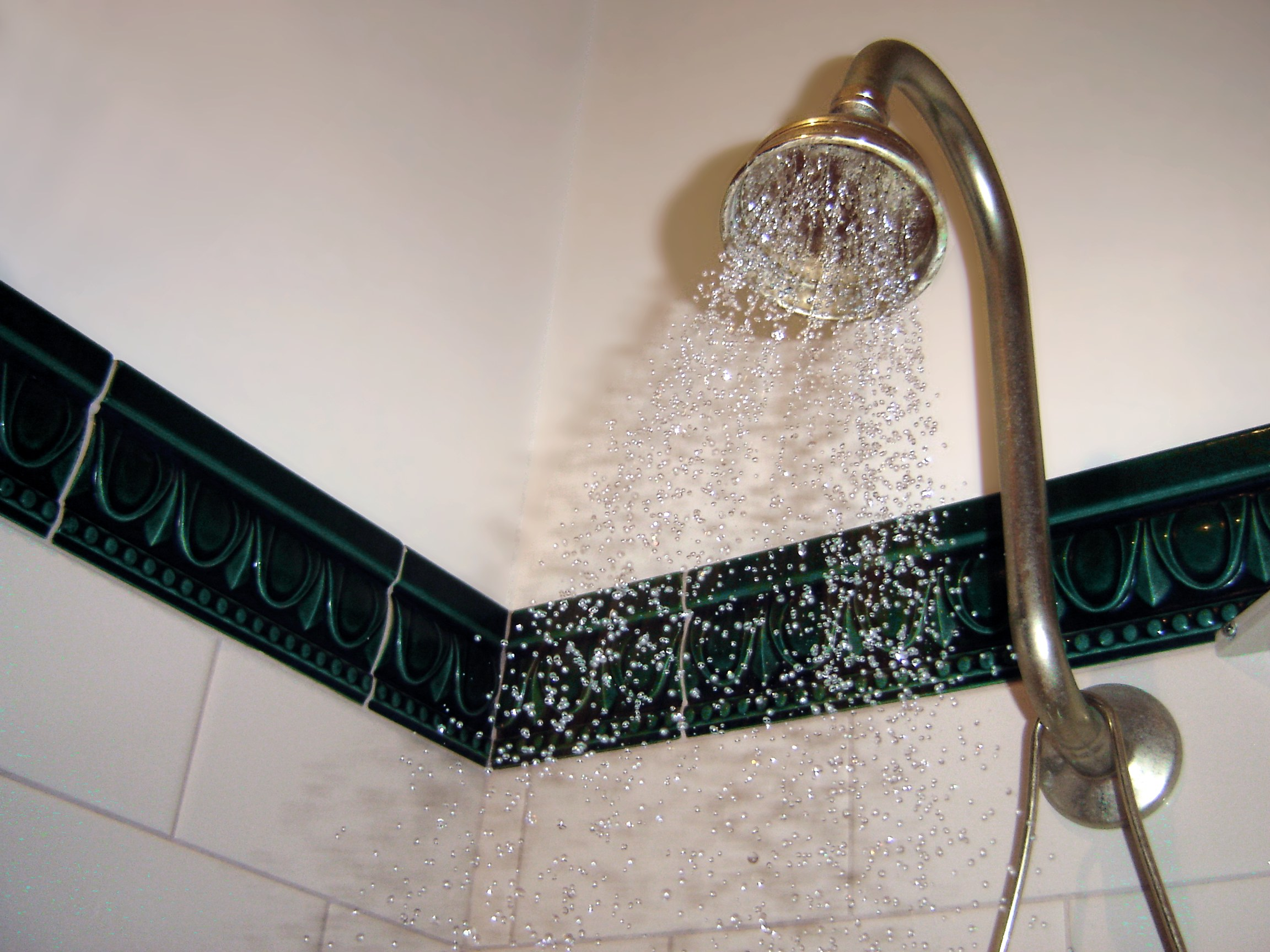
Включённый душ

Душ (фр. douche, от итал. doccia — водосточная труба) — комплекс сантехнического оборудования, предназначенного для приёма человеком водных процедур в виде воздействия на тело струй воды или пара под различным давлением и при различной температуре.

## Общие сведения
Душем также называется сам процесс принятия человеком данной водной процедуры с гигиенической, лечебной или профилактической целью. Душ обычно принимается в душевой комнате или в душевой кабине.
В странах СНГ, Европы и Азии распространен душ в виде трубки со шлангом, который присоединен к смесителю, кран которого способен регулировать температуру воды и ее напор. Существует дачный вариант из железной бочки или поддона для нагрева воды солнцем, шланга с душевой головкой и лёгкой кабинки. В Соединенных Штатах Америки, Канаде и Австралии не распространен душ европейского типа. В этих странах душ представляет собой несъемную лейку без шланга, вмонтированную в стену около потолка или в сам потолок, и круглый кран в виде джойстика, поворотами которого осуществляется настройка температуры потока. Сам напор, однако, не регулируется и прямо пропорционален температуре воды. В Бразилии душ такой же, как и в США, Австралии и Канаде, но вдобавок электрический. В СССР до 50-х годов существовал свой вариант сантехники.

## История

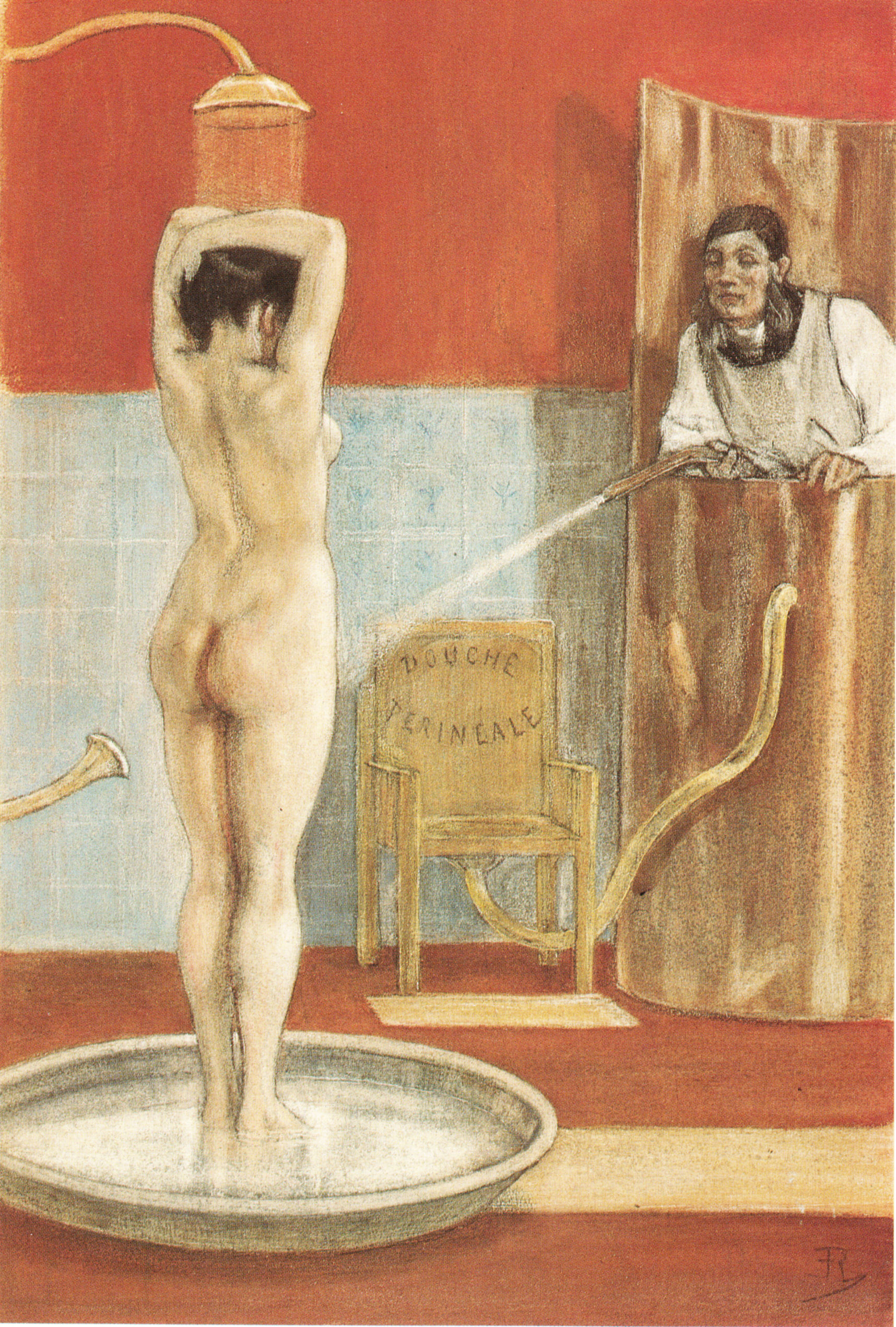
«Душ», Фелисьен Ропс

Примитивные купальные помещения Древней Индии, Египта и Месопотамии явились прообразом будущих душевых. Тогда мылись, окатывая себя водой или приказывая делать это слугам, стоявшим за низкой перегородкой.
Первые настоящие душевые с поступающей вверх водой придумали древние греки. Об этом говорят изображения, сохранившиеся на афинских вазах IV в. до н. э. Например, на одной из них показаны две душевые, где моются четыре молодые женщины. Поступающая по трубе вода льётся на них через душевые сетки в виде львиных и кабаньих голов. Такая душевая очень похожа на те, что есть при нынешних гимнастических залах.
Развалины целого комплекса душевых (начало II в. до н. э.) найдены при раскопках гимнасия города Пергам (сейчас территория Турции). Здесь использовались семь уровней душевых установок. Вода лилась на людей сверху из магистральной системы, а затем текла в другое купальное помещение, доходя до последнего, откуда попадала в отводную систему.

## Специальные виды душа

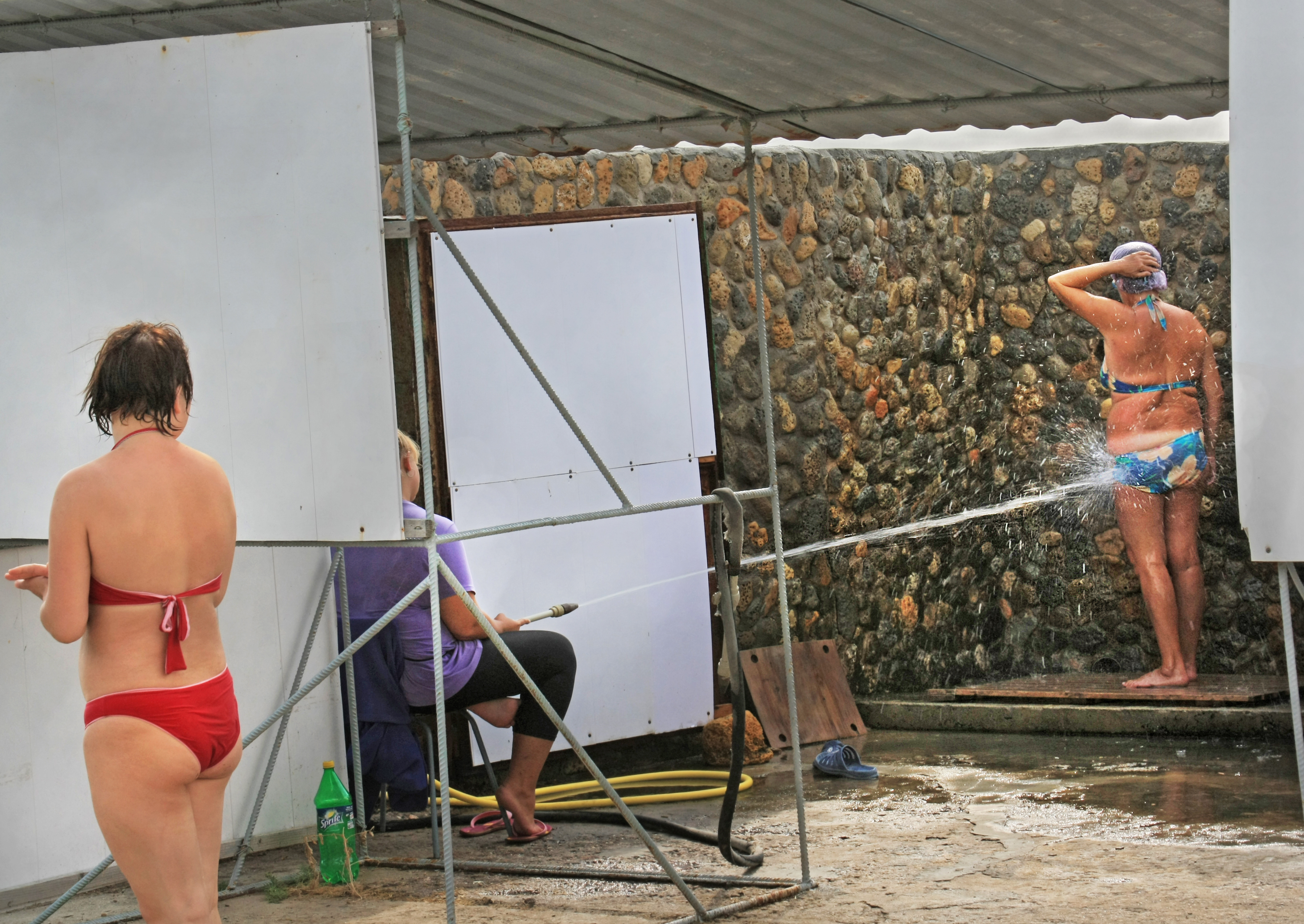
Душ Шарко — гидромассаж сильной струёй воды из шланга — на берегу лимана Мойнаки. Крым, Евпатория

Известны специальные виды приёма душа:
- Контрастный душ — попеременно то горячей, то холодной водой. При этом душ принято начинать горячей водой, а заканчивать холодной
- Душ, применяемый с целью массажа (Гидромассаж)
  - Душ Шарко — сильной струёй воды из шланга
  - Циркулярный душ — кабина, поливающая водой со всех сторон одновременно.
  - Душ Алексеева — игольчатый гидромассажёр высокого давления
  - Подводный душ (также см. джакузи)
  - Тропический душ — система подачи воды для мытья тела, при которой вода поступает из специальной решётки, а не из шланга, как в обычном душе. В решётку обычно встроены светодиоды, позволяющие регулировать освещение (хромотерапия). Тропическим душем часто оборудованы гостиницы класса люкс.
  - Термоволновой душ — душ, обеспечивающий массаж тела движущейся вдоль него тепловой волной с модулируемой средней температурой, контрастом и скоростью.
- Гигиенический душ — компактная замена биде, предназначен для подмывания. Это душевой шланг, монтируемый около унитаза. На выходе из стены как правило устанавливается кран или встраиваемый смеситель, на рабочем конце шланга небольшая лейка с клапаном. Очень популярен в исламских странах, где воду предпочитают туалетной бумаге.

## Галерея

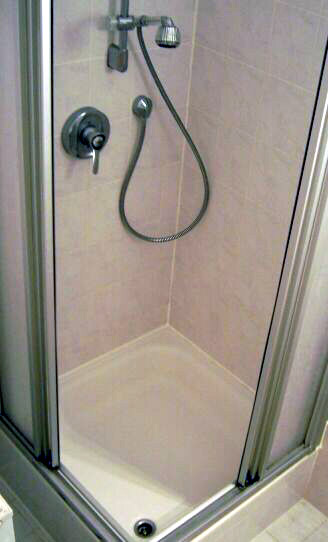
Душевая кабина
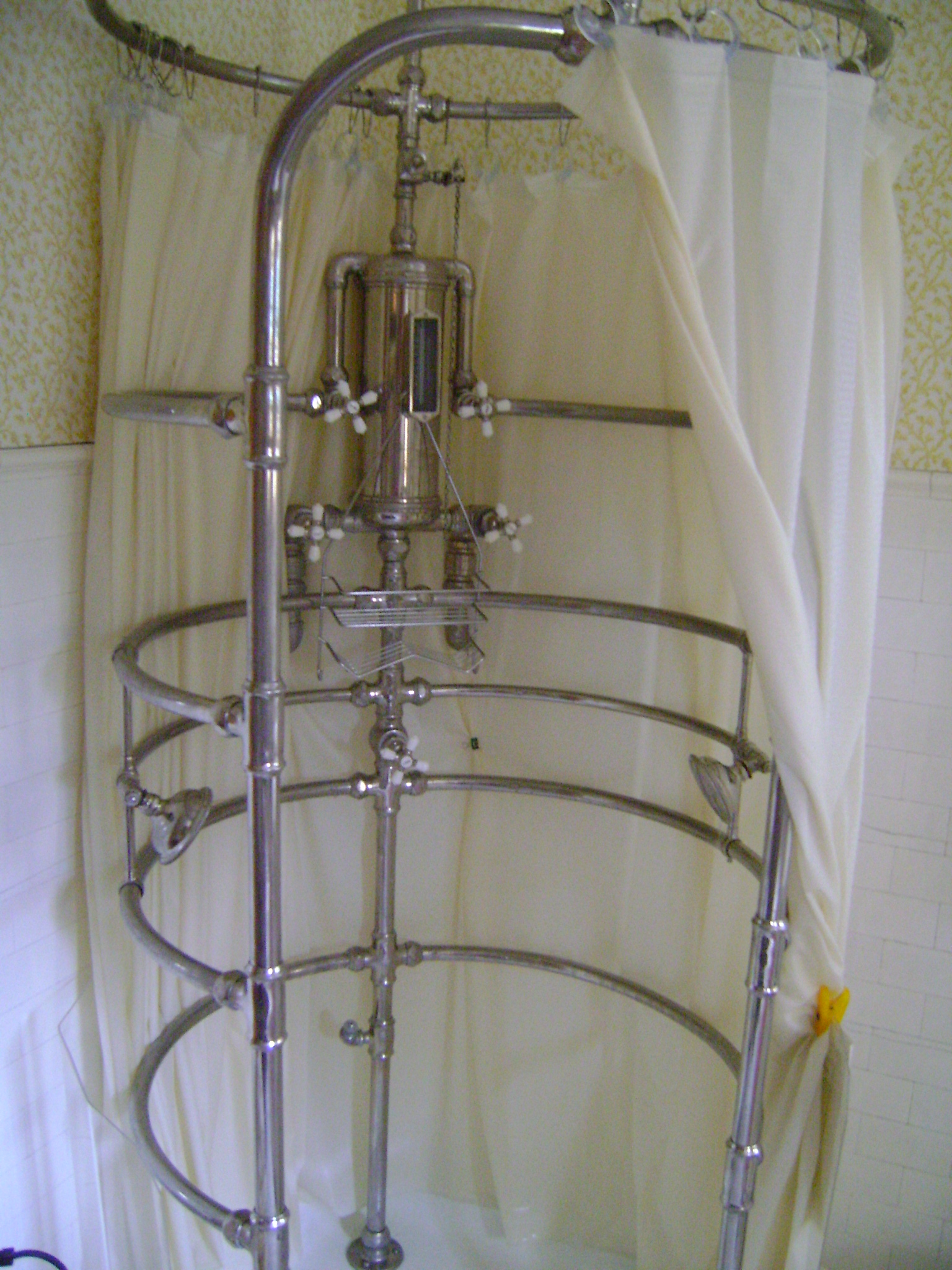
Циркулярный душ
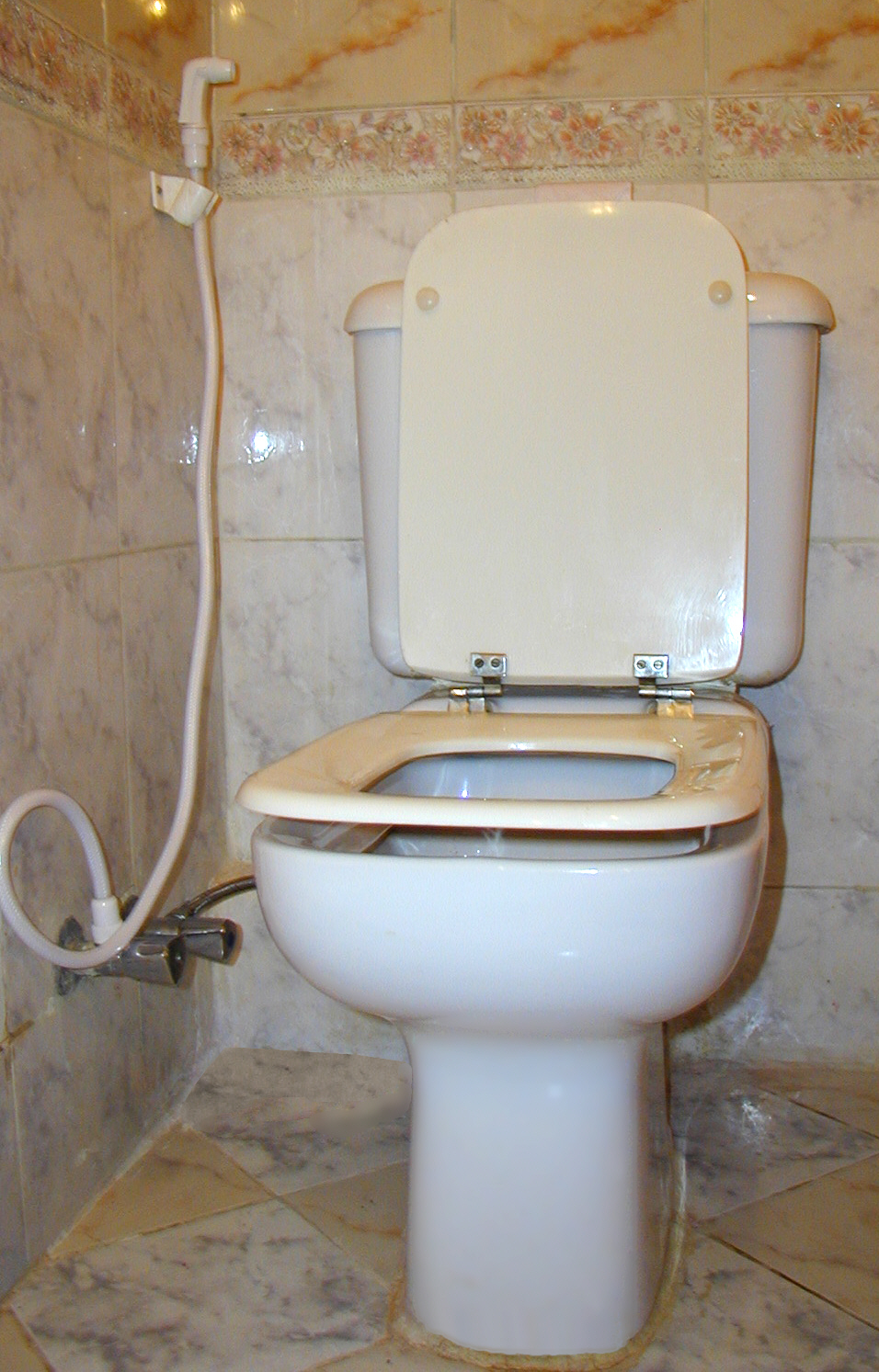
Гигиенический душ